# Fear and Loathing in Las Vegas (Film)
Fear and Loathing in Las Vegas (alternativ gezeigt als: Angst und Schrecken in Las Vegas) ist ein Spielfilm des Regisseurs Terry Gilliam aus dem Jahr 1998. Das Drehbuch basiert auf dem Roman Angst und Schrecken in Las Vegas (1971) von Hunter S. Thompson.

## Handlung
Raoul Duke, das Alter Ego von Hunter S. Thompson, ist promovierter Sportjournalist und soll im Jahr 1971 für ein Magazin über das Offroad-Rennen Mint 400 in der Wüste bei Las Vegas berichten. Dabei wird er von seinem skurrilen Freund und Rechtsanwalt Dr. Gonzo (inspiriert durch Oscar Zeta Acosta) begleitet.
Duke und Gonzo fahren mit einem gemieteten Chevrolet Impala Cabriolet nach Las Vegas. Bereits auf der Hinfahrt befinden sich beide im Drogenrausch.
„Wir hatten zwei Beutel Gras, fünfundsiebzig Kügelchen Mescalin, fünf Löschblattbögen extrastarkes Acid, ’nen Salzstreuer halbvoll mit Kokain und ein ganzes Spektrum vielfarbiger Uppers, Downers, Heuler, Lacher … sowie ’nen Liter Tequila, ’ne Flasche Rum, ’ne Kiste Bier, ’nen halben Liter Ether und zwei Dutzend Poppers. Nicht, dass wir das alles für unseren Trip brauchten, aber wenn man sich erst mal vorgenommen hat, ’ne ernsthafte Drogen-Sammlung anzulegen, dann neigt man dazu, extrem zu werden.“
Bei ihrer Fahrt durch das Death Valley nehmen Duke und Gonzo einen jungen Anhalter mit. Vom eigenartigen Verhalten der beiden entsetzt, verlässt er bei einem kurzen Halt fluchtartig das Auto.
Nachdem sie im Mint-Hotel angekommen sind und an der Presseregistrierung teilgenommen haben, sieht Duke aufgrund seiner Halluzinationen Reptilien an der Bar, und der Boden scheint sich mit Schlick zu füllen. Im Zimmer bekommt Duke Besuch vom Fotograf Lacerda, der die Fotos zu seiner Reportage anfertigen soll. Unter dem Einfluss von LSD stehend, vermischt Duke dabei Fernsehbilder des Vietnamkrieges mit der Realität und nimmt Lacerda als Soldaten wahr.
Am nächsten Morgen beginnt das Rennen in der Wüste von Nevada. Es erscheint Duke unmöglich, bei der großen Anzahl der Fahrer und den dichten Staubwolken den Überblick zu behalten. Während einer Jeep-Fahrt mit dem Fotografen erlebt er ein durch die Drogen verursachtes Flashback und vermischt die Realität erneut mit Kriegsbildern. Als Lacerda die „totale Berichterstattung“ fordert, beendet Duke die Zusammenarbeit mit seinem Fotografen.
Am Abend erkunden Duke und Gonzo die Stadt. Sie werden aus der Show von Debbie Reynolds geworfen, anschließend besuchen sie, unter dem Einfluss von Mescalin und Ether stehend, ein Casino namens Bazooko-Circus, in dem bizarre Zirkusdarbietungen die Kulisse zum Glücksspiel bieten. Beide Charaktere zeigen in dieser Szene paranoide Tendenzen. Zurück in der Suite verhält sich Gonzo aggressiv. In einer kurzen Rückblende wird gezeigt, wie er Lacerda im Fahrstuhl mit einem Messer bedroht.
Im weiteren Verlauf der Nacht nimmt Gonzo eine größere Menge LSD ein und nimmt – weitgehend bekleidet – ein Bad. Dabei überkommen ihn suizidale Tendenzen. Er fordert seinen Freund Duke auf, zum Song White Rabbit von Jefferson Airplane einen Kassettenrekorder in das Badewasser zu werfen. Stattdessen wirft dieser ihm eine Grapefruit auf den Kopf und flüchtet mit dem Kassettenrekorder aus dem Badezimmer. Gonzo stürmt wütend aus dem Bad und bedroht Duke mit einem Messer. Dieser treibt Gonzo mit Hilfe eines Megafons und der Androhung von Tränengas zurück ins Bad.
Als es ruhiger wird, erinnert sich Duke an seine Vergangenheit: In einer Rückblende sieht man ihn im Jahr 1965 in San Francisco, als Jefferson Airplane in einem Club namens Matrix das Lied Somebody to Love spielen. Er erinnert sich an seine ersten Erfahrungen mit LSD. Zu Originalbildern aus der Hippie-Ära wird von Duke aus dem Off ein Abschnitt aus der Buchvorlage zitiert, der den 1960er Jahren und dem Summer of Love gewidmet ist. Er beschreibt diese Zeit als einen Höhepunkt, den seine Generation und er selbst wohl nie wieder erleben werden.
Am nächsten Morgen ist der Anwalt Dr. Gonzo verschwunden. Die Suite im Mint-Hotel hat sich in ein Chaos verwandelt. Als Duke klar wird, dass er die immense Rechnung für den Zimmerservice nicht bezahlen kann, beschließt er zu fliehen. Er wird für einen kurzen Moment vom Hotelmanager aufgehalten, der ihm ein Telegramm übergeben möchte. Auf dem Weg nach Los Angeles liefert Duke sich eine kurze Verfolgungsjagd mit einem Highway-Polizisten, stellt sich diesem aber. Der Polizist ist darüber verärgert und rät Duke dazu, am nächsten Rastplatz eine Pause zu machen. Anschließend lässt er ihn für einen kleinen Kuss laufen. In einem kleinen Wüstenort ist Duke der Rückweg nach Los Angeles vermeintlich abgeschnitten: In der einen Richtung sieht er den Anhalter am Straßenrand stehen, den die beiden auf ihrer Hinfahrt mitgenommen hatten und dessen erneuter Anblick Duke mit Angst erfüllt. In der anderen Richtung vermutet Duke den Highway-Polizisten, der ihm auf seinem Weg nach L.A. auflauert. Von einer Telefonzelle aus ruft er Gonzo in seinem Büro an, welcher ihn über die reservierte Suite im Flamingo Hotel aufklärt, über die bereits im Telegramm zu lesen war. Raoul Duke soll nun über einen Kongress der Bezirksstaatsanwälte zum Thema Drogen berichten.
Zurück in Las Vegas besorgt sich Duke ein neues Auto, ein weißes Cadillac Cabriolet. Dr. Gonzo ist bereits in die Suite eingezogen, bei ihm ist eine junge Frau namens Lucy, die der Anwalt auf dem Rückflug nach Las Vegas kennengelernt hat. Sie steht unter dem Einfluss von LSD und hat einige Porträts von Barbra Streisand bei sich. Duke überredet Gonzo, Lucy loszuwerden. Gonzo stimmt zunächst nur widerwillig zu, dann lässt er aber zu, dass Duke ihr ein Zimmer in einem anderen Hotel bucht. Anschließend wird sie in ein Taxi gesetzt.
Bei der Berichterstattung über den Kongress werden die drogenerfahrenen Protagonisten mit den Ansichten der „Gegenseite“ konfrontiert. Nach dem Vortrag eines Drogenexperten, über dessen inkompetente Äußerungen sich Gonzo echauffiert, wird ein Lehrfilm über Drogenabhängige gezeigt. Sowohl Gonzo als auch Duke verlassen den Kongress noch während der Veranstaltung.
Zurück in der Suite wird Duke vom Hotelpagen informiert, dass sich Lucy telefonisch gemeldet hat. Angesichts der Tatsache, dass Gonzo dem offenbar noch minderjährigen Mädchen Drogen verabreicht hat, malt sich Duke aus, wie sein Anwalt und er vor Gericht gestellt und zu „doppelter Kastration“ verurteilt werden. Um seine Sorgen zu zerstreuen und Lucy ein für alle Mal loszuwerden, telefoniert Gonzo mit Lucy: Er erzählt ihr eine wahnwitzige Story und simuliert einen Kampf. Währenddessen nimmt Duke Adrenochrom zu sich, wodurch er einen Blackout bekommt. An die anschließenden Ereignisse, die sich wohl über mehrere Tage und Nächte hingezogen haben müssen, kann er sich nur teilweise erinnern. Anhand von Tonbandaufnahmen werden Rückblenden auf einige Erlebnisse eingeblendet, darunter eine Auseinandersetzung mit einer Reinigungskraft im Hotel, eine nächtliche Fahrt durch Las Vegas und eine von unterschwelliger Gewalt geprägte Szene in einer Kaffee-Bar. Nach einer rasanten Fahrt, bei der es zu einem Wiedertreffen mit Lucy kommt, setzt Duke den Anwalt in letzter Minute direkt am Flugzeug ab, wo sich die Wege der beiden trennen. Duke kehrt noch einmal kurz in die Suite zurück, welche im Laufe der Handlung ebenfalls verwüstet wurde, um seinen Bericht weiterzuschreiben, verlässt dann aber ebenfalls die Stadt und fährt Richtung Los Angeles.

## Hintergrund
Der Film wurde in Los Angeles, Rosemead, Jean, Kingman, Las Vegas sowie im Red Rock Canyon gedreht. Die Dreharbeiten begannen am 3. August 1997 und endeten am 22. Oktober 1997. Das Budget des Films wird auf rund 18,5 Millionen US-Dollar geschätzt. Die Premiere feierte der Film am 15. Mai 1998 bei den Internationalen Filmfestspielen von Cannes. Ab dem 22. Mai 1998 war der Film in den US-amerikanischen Kinos zu sehen. In der Schweiz lief der Film am 4. September 1998 an. In den deutschen Kinos war er ab dem 24. September 1998 zu sehen. In den USA spielte der Film über 10,5 Millionen US-Dollar ein. Er konnte zwar an den internationalen Kinokassen nicht überzeugen, avancierte jedoch im Nachhinein zum Kultfilm.
In Cameoauftritten sind unter anderem Hunter S. Thompson, Tobey Maguire, Cameron Diaz, Flea, Laila Nabulsi und Terry Gilliam zu sehen.
Im Trailer werden einige kurze Szenen gezeigt, die es nicht in die Kino-Fassung des Films geschafft haben und nur im Director’s Cut zu sehen sind.
Der im Film zu hörende Titel Somebody to Love von Jefferson Airplane wurde 2003 von Boogie Pimps in einer Coverversion veröffentlicht. Im Intro dieser Coverversion ist ein Zitat aus dem Originalton des Films zu hören. Das zugehörige Musikvideo entlehnt charakteristische Details der Spielfilmvorlage.
Der Film Rango enthält zu Beginn eine Reminiszenz: Das Chamäleon Rango landet kurz auf der Windschutzscheibe des Chevrolet Impala Cabriolet und begegnet somit Duke und Gonzo.

## Kritik
In der US-amerikanischen Presse erhielt der Film überwiegend schlechte Kritiken. In seiner Besprechung des Films in der The New York Times schrieb Stephen Holden: „Selbst die exakteste filmische Umsetzung von Mr. Thompsons Bildern kann der surrealen Wucht der Sprache des Verfassers nicht das Wasser reichen.“ US-Filmkritiker Roger Ebert bezeichnete den Film als eine Schande und gab ihm in seiner Besprechung einen von maximal vier Sternen. Er schrieb, dieser Film „ist ein grässliches Wirrwarr, formlos, handlungslos, sinnlos – ein Film, der auf einem einzigen Witz gründet – wenn es diesen denn gäbe.“
In der deutschen Presse wurde der Film hingegen deutlich besser bewertet:

„Der Film bietet außergewöhnlich innovatives Kino, das von der überbordenden Fantasie seines Regisseurs sowie der Spiellust des Hauptdarstellers getragen wird. Bei aller selbstzerstörerischen Energie der Protagonisten ist der Film von der melancholischen Erkenntnis geprägt, dass die Offenheit und Dynamik einer vergangenen Epoche heutzutage nicht mehr möglich sind.“

„Terry Gilliam, der immer wieder bewiesen hat, dass er ein Meister des bizarren Kinos ist, übertrifft sich hier selbst. In kraftvollen, witzigen und ungemein fantasievollen Bildern liefert er einen grotesken Trip, der entscheidend von dem großartigen Johnny Depp geprägt wird.“

„Fear And Loathing In Las Vegas schildert die Bruchlandung einer ganzen Generation: Um 1965 waren die Hippies aufgebrochen, um ihre Version des American Dream mit Hilfe von Pop, Drogen und Sex zu verwirklichen. 1971 ist von ihrem Enthusiasmus nicht mehr viel übrig. Idole wie Hendrix und Joplin sind tot, Woodstock und Flower Power sind Geschichte. ,Time‘ kürt Richard Nixon zum Mann des Jahres und in Ohio werden vier gegen den Vietnamkrieg demonstrierende Studenten erschossen. Dieser reale Hintergrund des Films wird über Fernsehmonitore eingeblendet, die Fratze von Nixon segelt durch den Raum wie ein böser Geist, den die Love Generation nicht los wird. Der Film ist eine Art Abgesang auf ein Land, das offensichtlich nur noch im Drogenrausch auszuhalten war, aber auch auf eine erstarrte Rebellion.“

### Spätere Einschätzungen
Seit der Film auf Video und DVD veröffentlicht wurde, hat sich die Einschätzung zum Teil gewandelt. Im britischen Guardian schrieb beispielsweise der Filmkritiker Joe Queenan 2014:

“No, Fear and Loathing in Las Vegas is not breathtakingly self-indulgent and just plain awful; it is actually jaw-droppingly great. Those of you who do not share this opinion are idiots.”

„Nein, Fear and Loathing in Las Vegas ist kein atemberaubend ausschweifender, kein einfach grässlicher Film – er ist so großartig, dass man den Mund nicht mehr zubekommt. Alle, die das nicht so sehen, sind Idioten.“

## Auszeichnungen
Der Film lief 1998 bei den Internationalen Filmfestspielen von Cannes im Wettbewerb um die Goldene Palme. Im selben Jahr gewann Johnny Depp bei den Russian Guild of Film Critics einen Goldenen Aries.

## Deutsche Synchronfassung
Die deutsche Synchronbearbeitung entstand im Filmstudio Babelsberg in Potsdam-Babelsberg. Das Dialogbuch verfasste Sven Hasper, der zugleich Synchronregie führte.
| Darsteller         | Deutscher Sprecher | Rolle                            |
| ------------------ | ------------------ | -------------------------------- |
| Benicio Del Toro   | Torsten Michaelis  | Dr. Gonzo                        |
| Johnny Depp        | David Nathan       | Raoul Duke                       |
| Tobey Maguire      | Kim Hasper         | Anhalter                         |
| Cameron Diaz       | Bianca Krahl       | TV-Reporterin                    |
| Larry Cedar        | Oliver Rohrbeck    | Angestellter der Autovermietung  |
| Gregory Itzin      | Bodo Wolf          | Angestellter des Mint Hotels     |
| Chris Hendrie      | Hans Nitschke      | Executive Direktor               |
| Gary Busey         | Hans-Jürgen Wolf   | Highway-Polizist                 |
| Verne Troyer       | Rainer Fritzsche   | Kellner im Bazooko Circus        |
| Michael Lee Gogin  | Stefan Krause      | Kellner im Beverly Heights Hotel |
| Ellen Barkin       | Joseline Gassen    | Kellnerin im North Star Cafe     |
| Michael Jeter      | Georg Tryphon      | Dr. L.Ron Bumquist               |
| Craig Bierko       | Peter Flechtner    | Fotograf Lacerda                 |
| Christina Ricci    | Sonja Spuhl        | Lucy                             |
| Mark Harmon        | Erich Räuker       | Magazin-Reporter                 |
| Flea               | Rainer Fritzsche   | Musiker im Matrix-Club           |
| Brian Le Baron     | Sven Hasper        | Park-Assistent                   |
| Richard Nixon      | Helmut Gauß        | Richard Nixon                    |
| Harry Dean Stanton | Werner Ehrlicher   | Richter                          |
| Christopher Meloni | Oliver Feld        | Portier Sven im Hotel Flamingo   |

## Soundtrack
Die Filmmusik wurde von Ray Cooper und Tomoyasu Hotei geschrieben und eingespielt.
Am 21. Juli 1998 wurde ein Soundtrack von Geffen Records mit einer Gesamtspieldauer von 58:34 Minuten veröffentlicht.
| Nr. | Titel                                                 | Interpret                           | Dauer |
| --- | ----------------------------------------------------- | ----------------------------------- | ----- |
| 1.  | Combination of the Two                                | Big Brother and the Holding Company | 5:47  |
| 2.  | One Toke over the Line                                | Brewer & Shipley                    | 3:43  |
| 3.  | She’s a Lady                                          | Tom Jones                           | 3:14  |
| 4.  | For Your Love                                         | The Yardbirds                       | 2:36  |
| 5.  | White Rabbit                                          | Jefferson Airplane                  | 3:13  |
| 6.  | A Drug Score Part 1 (Acid Spill)                      | Tomoyasu Hotei                      | 0:52  |
| 7.  | Get Together                                          | The Youngbloods                     | 5:41  |
| 8.  | Mama Told Me Not To Come                              | Three Dog Night                     | 3:51  |
| 9.  | Stuck Inside of Mobile with the Memphis Blues Again   | Bob Dylan                           | 7:27  |
| 10. | Time Is Tight                                         | Booker T. & the M.G.’s              | 3:29  |
| 11. | Magic Moments                                         | Perry Como                          | 3:04  |
| 12. | A Drug Score Part 2 (Adrenochrome, The Devil’s Dance) | Tomoyasu Hotei                      | 2:27  |
| 13. | Tammy                                                 | Debbie Reynolds                     | 3:03  |
| 14. | A Drug Score Part 3 (Flashbacks)                      | Tomoyasu Hotei                      | 2:26  |
| 15. | Expecting To Fly                                      | Buffalo Springfield                 | 4:18  |
| 16. | Viva Las Vegas                                        | Dead Kennedys                       | 3:23  |

Darüber hinaus sind die folgenden Musiktitel im Film zu hören, die jedoch nicht auf dem Soundtrack enthalten sind.
| Titel                                 | Interpret                           |
| ------------------------------------- | ----------------------------------- |
| Ball and Chain                        | Big Brother and the Holding Company |
| It’s Not Unusual                      | Tom Jones                           |
| Jumpin’ Jack Flash                    | The Rolling Stones                  |
| Lady                                  | Beck, Bogert & Appice               |
| Moon Mist                             | The Out-Islanders                   |
| My Favorite Things                    | The Lennon Sisters                  |
| My Love, Forgive Me (Amore Scusami)   | Robert Goulet                       |
| Sgt. Pepper’s Lonely Hearts Club Band | The Hollyridge Strings              |
| Somebody to Love                      | Jefferson Airplane                  |
| Spy vs. Spy                           | Combustible Edison                  |
| Strangers in the Night                | Wayne Newton                        |
| Thinking of Baby                      | Elmer Bernstein                     |
| You’re Getting To Be A Habit With Me  | Frank Sinatra                       |
| Yummy, Yummy, Yummy                   | Ohio Express                        |